# 8485 Satoru
8485 Satoru (1989 FL) là một tiểu hành tinh vành đai chính được phát hiện ngày 29 tháng 3 năm 1989 bởi T. Seki ở Geisei. Tiểu hành tinh đặt tên theo vợ của Minoru Honda.